# Joe E. Tata
Joseph Evan Tata (Pittsburgh, 13 de setembro de 1936 - 24 de agosto de 2022) foi um actor americano conhecido pelo papel na série Beverly Hills 90210.